# Aberdeen
Aberdeen er en havneby i Skotland. Byen er Skotlands tredjestørste og har 200.680(2016) indbyggere.
Byens mest berømte uddannelsesinstitution er University of Aberdeen, der blev grundlagt i 1495.
Byen rummer en række museer bl.a. Aberdeen Art Gallery, Aberdeen Science Centre, Gordon Highlanders Museum, King's Museum, Marischal Museum, Aberdeen Maritime Museum, The Tolbooth

## Billedgalleri
- Aberdeen